# Palazzo Viani Dugnani
Il Palazzo Viani Dugnani è un edificio storico di Verbania, in stile barocco, situato in Via Ruga n. 44 a Pallanza. Il palazzo, costruito nella seconda metà del seicento dalla famiglia Viani.
Palazzo barocco, l’imponente caseggiato, un tempo contornato da un ampio giardino, prende il nome dall’ultima proprietaria appartenente al nobile casato pallanzese, Teresa Viani sposata con il marchese Giulio Dugnani di Milano. Affittato dalla famiglia Arconati, nel 1850 le sue stanze ospitarono un cenacolo culturale frequentato da Alessandro Manzoni, Ruggero Bonghi, Giovanni Berchet.
Dal 1914 è sede del Museo del paesaggio e ospita oltre alla gipsoteca dello scultore impressionista Paolo Troubetzkoy le sezioni scultura e pittura..